# Metta Sanneh
Metta Sanneh (geb. am 10. Februar 1998) ist eine gambische Fußballspielerin.

## Leben
Mit fünf Jahren spielte sie mit Unterstützung ihres Vaters in Makasutu in der Nähe von Brikama im Jungenteam. Sie war das einzige Mädchen in der Mannschaft und mehrere Jahre Spielführerin. Sie absolvierte später die Technical High School Bottrop.

### Verein
Um 2012 spielte sie für den Makasutu FC. Mindestens seit Anfang 2016 spielte sie beim Interior FC.

### Nationalteam
2012 gehörte sie zur U-17-Auswahl, die sich für die U-17-Fußball-Weltmeisterschaft der Frauen in Aserbaidschan qualifizieren konnte. Das Team verlor alle drei Gruppenspiele deutlich und wurde Gruppenletzter.
Im Januar 2014 war sie als Spielerin für das gambische Fußballnationalteam der Frauen in einem Freundschaftsspiel gegen Guinea Bissau vorgesehen, das jedoch kurzfristig abgesagt wurde, ebenso bei einem Freundschaftsspiel gegen Kap Verde im August 2017.
Bei der Qualifikation für den Afrika-Cup der Frauen 2018 stand sie in der ersten und zweiten Runde für das gambische Team auf dem Platz. Das Team schied in der zweiten Runde gegen Nigeria aus, das später den Titel gewann.